# Lernaeodiscus squamiferae
Lernaeodiscus squamiferae är en kräftdjursart som beskrevs av Perez. Lernaeodiscus squamiferae ingår i släktet Lernaeodiscus och familjen Lernaeodiscidae. Arten har ej påträffats i Sverige. Inga underarter finns listade i Catalogue of Life.